# ديف داهل
ديف داهل (بالإنجليزية: Dave Dahl)‏ هو رائد أعمال وخَبّاز أمريكي، ولد في 12 يناير 1963 في بورتلاند في الولايات المتحدة.